# Thorgils Skarthi
No confundir con Þorgils skarði Böðvarsson, caudillo islandés del siglo XIII
Thorgils Skarthi (nórdico antiguo: Þorgils Skarði), apodado el labio leporino, fue un vikingo y escaldo de Noruega en el siglo X. En 966 Thorgils fundó Scarborough en Inglaterra que por entonces se conocía entre los escandinavos como Skarðaborg.
El asentamiento fue quemado y destruido hasta los cimientos por Tostig Godwinson, jarl de Falsgrave y del señorío de Hougun. Tostig había sido desposeído acusado de crueldad entre los habitantes del reino de Northumbria, pero regresó con el rey de Noruega Harald Hardrada y lanzó balas en llamas colina abajo hacia Skarðaborg. Los habitantes abandonaron la zona y los que se atrevieron a quedarse fueron asesinados y sus posesiones requisadas. Más adelante la comunidad reconstruyó la villa y pasó a llamarse definitivamente Scarborough.
Thorgils Skarthi aparece en la saga de Kormák que trata principalmente de otro escaldo llamado Kormákr Ögmundarson. Robert Mannyng en su libro Story of Inglande (1338) cita dos romances perdidos sobre Thorgils Skarði, incluso uno que cita a un hermano llamado Fleyn. En ese caso, Kormákr pudo tener el apodo Fleinn y haber fundado Flamborough (en nórdico antiguo Fleinaborg). Thorgils y Kormákr fueron a Inglaterra no mucho más tarde de la expedición de Harald II de Noruega a Bjarmaland.